# Y đức
Y đức (hay còn gọi đầy đủ là đạo đức y học, tiếng Anh: Medical ethics) là một hệ thống các nguyên tắc hay luân lý đạo đức, trong đó áp dụng các giá trị và các phán quyết dành cho việc thực hành y học. Y đức là một môn học thực tế và là một nhánh của triết học đạo đức. Y đức bao gồm các ứng dụng thực tiễn trong các cơ sở y tế cũng như các công việc liên quan với lịch sử, triết học, thần học và xã hội học.
Trọng tâm của y đức hiện đại là sự tôn trọng quyền tự chủ của bệnh nhân và các nguyên lý cơ bản của sự thỏa thuận đã được thông báo trước.

## Nghiên cứu thêm
- The Journal of Law, Medicine & Ethics, ISSN: 1748-720X (electronic) 1073-1105 (paper), Blackwell Publishing
- Linacre Quarterly
- A History and Theory of Informed Consent by Ruth Faden
- Core Content Of Learning[liên kết hỏng] by The Institute Of Medical Ethics
- Medical Ethics - A Practical guide to patient care related ethics,conventions and laws,By Dr.Mansoor Elahi, Written from both Western and practical Asian cum Muslim viewpoint.Hard cover, 400 pages, MTRO Publishing,Pakistan,2011,ISBN 978-969-8186-02-9